# Sympetrum haritonovi
Sympetrum haritonovi är en trollsländeart som beskrevs av Borisov 1983. Sympetrum haritonovi ingår i släktet ängstrollsländor, och familjen segeltrollsländor. IUCN kategoriserar arten globalt som livskraftig. Inga underarter finns listade i Catalogue of Life.